# Fernando Peralta Carrasco
Fernando Peralta Carrasco (Ronda, 15 d'agost de 1961), és un exfutbolista andalús que actuava en la posició de porter.

## Trajectòria esportiva
Format en les categories inferiors del CD Málaga, no va trigar a destacar en el primer planter andalús, cosa que feu que el fitxés el Sevilla FC el 1986. Després del fitxatge de Rinat Dassàiev pel conjunt sevillà, Fernando Peralta es va veure relegat a la suplència, per la qual cosa va retornar al Málaga el 1990.
El 1992 fitxaria pel CE Castelló, una vegada consumat tant el descens esportiu com la desaparició del CD Málaga. El 1995 fitxa pel conjunt gallec del SD Compostela, on romandria un parell de temporades fins a la seva retirada el 1997. En total va jugar 262 partits a la màxima categoria.
Actualment és comentarista esportiu en Canal Sur Televisión.

## Clubs
| Club          | Any       |
| ------------- | --------- |
| CA Malagueño  | 1978-1980 |
| CD Málaga     | 1980-1986 |
| Sevilla FC    | 1986-1990 |
| CD Málaga     | 1990-1992 |
| CE Castelló   | 1992-1995 |
| SD Compostela | 1995-1997 |